# Kigeli V
Kigeli V (baptisé sous le nom de Jean-Baptiste Ndahindurwa), né le 29 juin 1936 à Kamembe et mort le 16 octobre 2016 à Oakton en Virginie (États-Unis),, est roi (mwami) du Rwanda de 1959 à 1961, date à laquelle la monarchie est abolie après la révolution rwandaise.

## Biographie

### Jeunesse
Comme tout membre de la famille royale, Kigeli V fait partie du groupe ethnique tutsi bien que le bien-fondé de cette classification soit actuellement remise en cause par le gouvernement rwandais ainsi que par une partie de la population. 
Kigeli V étudie au groupe scolaire de Astrida (maintenant, groupe scolaire officiel de Butare).

### Règne et exil

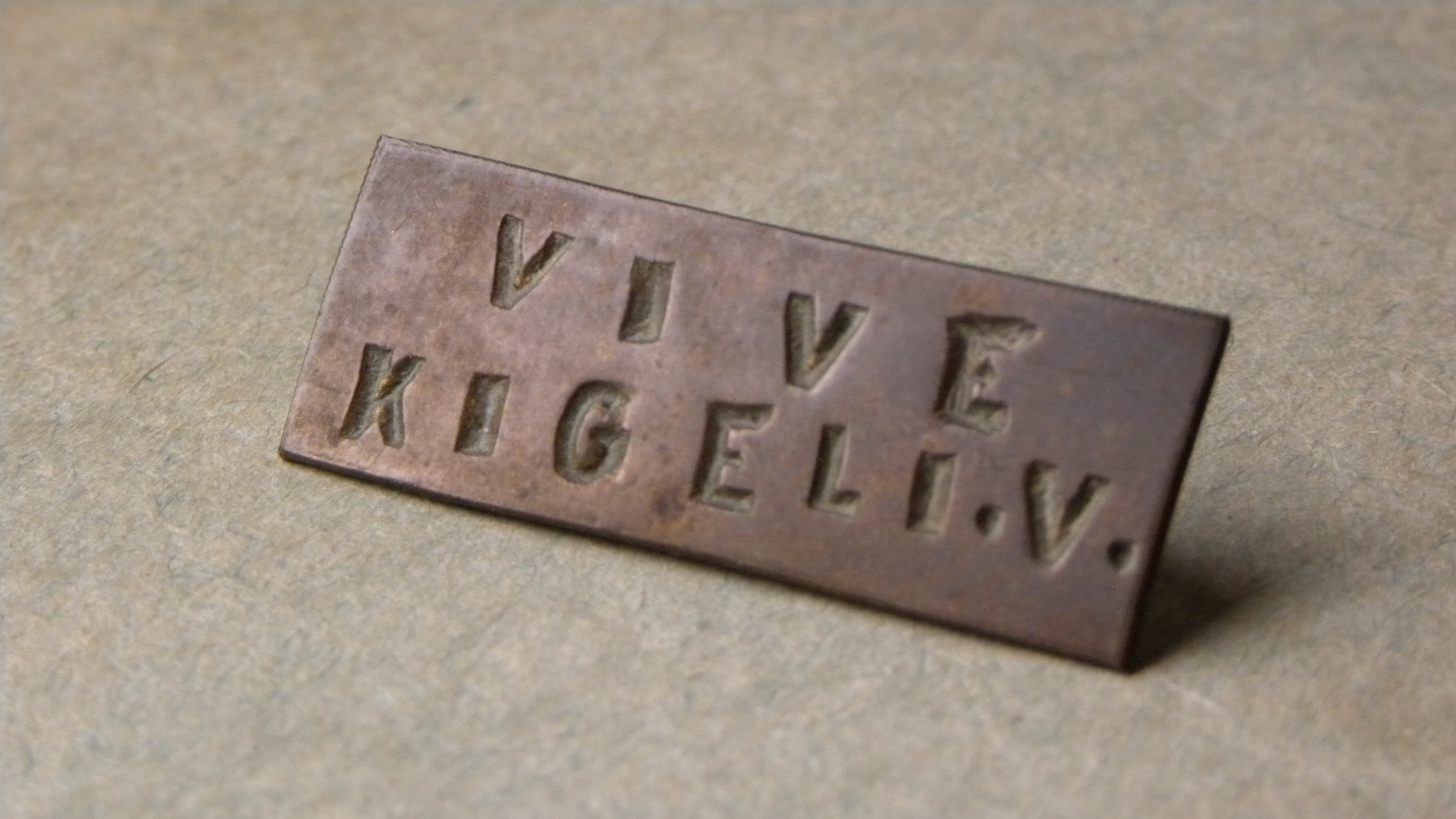
Épinglette « Vive Kigeli V » en laiton (37 x 12 mm).

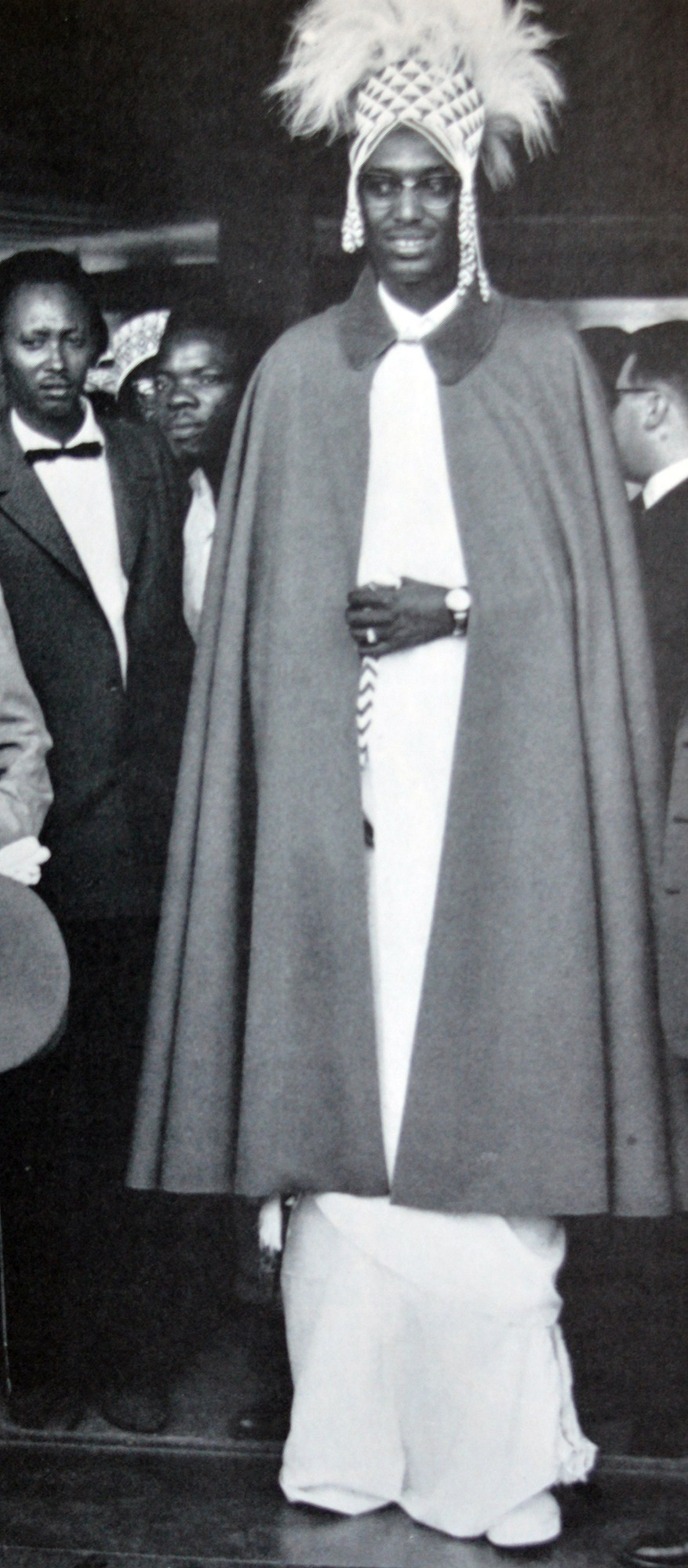
Kigeli V en 1961.

Kigeli V succède à son demi-frère aîné, Mutara III, en 1959 après la mort de ce dernier dans des circonstances qui n'ont pas été élucidées. Il refuse d'entreprendre les réformes réclamées par les leaders de l'opposition hutu et des Tutsi du Sud, notamment le partage du pouvoir avec la majorité hutu, et de ce fait, il perd la confiance du peuple et le contrôle du royaume. Sur une provocation de la part de jeunes Tutsi, les Hutu (soutenus par la Belgique) se révoltent et renversent Kigeli V le 28 janvier 1961, alors qu'il se trouve à Kinshasa pour rechercher de l'aide militaire et demander au secrétaire général des Nations unies, Dag Hammarskjöld, de lever la tutelle de la Belgique sur le Rwanda. Le royaume du Rwanda disparait et la république est proclamée, avant l'indépendance l'année suivante. 
Kigeli V part en exil en Tanzanie, en Ouganda puis au Kenya avant d'obtenir l'asile politique aux États-Unis en 1992. Il crée la fondation Kigeli V au sein de laquelle il prend régulièrement la parole pour appeler son peuple à la paix et à la réconciliation. Il vit à Oakton (Virginie), près de Washington, jusqu'à sa mort, le 16 octobre 2016, deux jours après son admission à l'hôpital,.
Malgré son désir de ne retourner au Rwanda qu'en qualité de monarque, un tribunal américain de Virginie statue que la dépouille de Kigeli V doit être rapatriée et inhumée dans son pays natal. À la suite de sa mort, son neveu Emmanuel Bushayija fut proclamé prétandant au trône aboli.

## Décorations

### Ordres dynastiques rwandais
En qualité de monarque de jure, l'ex-roi Kigeli V est demeuré souverain grand maître des ordres dynastiques royaux.
|  | Grand maître de l'ordre du Tambour (28/07/1959)                 |
|  | Grand maître de l'ordre royal de la Couronne (28/07/1959)       |
|  | Grand maître de l'ordre royal de la Grue couronnée (28/07/1959) |
|  | Grand maître de l'ordre royal du Lion (28/07/1959)              |

### Décorations dynastiques étrangères
Égypte
|  | Grand collier de l'ordre d'Ismaïl |

 Empire d'Éthiopie
|  | Grand-croix de l'ordre de la Couronne de la Reine de Saba |
|  | Grand-croix de l'ordre de l'Étoile d'Éthiopie             |
|  | Grand-croix de l'ordre de Salomon                         |

 Géorgie
|  | Grand collier de l'ordre de l'Aigle de Géorgie (Bagration-Mukranski)     |
|  | Chevalier de l'ordre de Saint-David le Psalmodieur (Bagration-Gruzinski) |

 Italie
|  | Grand-croix de l'ordre des Saints-Maurice-et-Lazare |

 Royaume de Portugal
|  | Grand-croix de l'Ordre de l'Immaculée Conception de Vila Viçosa                 |
|  | Grand-croix de l'ordre de Saint-Michel de l'Aile                                |
|  | Grand collier de l'ordre du Mérite de la Maison royale de Portugal (29/06/2016) |

### Autres distinctions étrangères
Belgique
|  | Croix d'honneur de la Société royale philanthropique des médaillés et décorés de Belgique (2016) |

 Nations unies
|  | Grand commandeur de l'ordre du Mérite humanitaire |

 Portugal
|  | Chevalier de la Très Prestigieuse Fraternité des Sacrements Très Sacrés de la Noble Ville de Lisbonne (2006) |

## Ascendance
|  |                         |  |  |  |  |  |  |  |  |  |  |  |  |  |  |  |
|  | 16. Yuhi IV du Rwanda   |  |  |  |  |  |  |  |  |  |  |  |  |  |  |  |
|  |                         |  |  |  |  |  |  |  |  |  |  |  |  |  |  |  |
|  |                         |  |  |  |  |  |  |  |  |  |  |  |  |  |  |  |
|  | 8. Mutara II du Rwanda  |  |  |  |  |  |  |  |  |  |  |  |  |  |  |  |
|  |                         |  |  |  |  |  |  |  |  |  |  |  |  |  |  |  |
|  |                         |  |  |  |  |  |  |  |  |  |  |  |  |  |  |  |
|  | 17. Nyiramavugo         |  |  |  |  |  |  |  |  |  |  |  |  |  |  |  |
|  |                         |  |  |  |  |  |  |  |  |  |  |  |  |  |  |  |
|  |                         |  |  |  |  |  |  |  |  |  |  |  |  |  |  |  |
|  | 4. Kigeli IV du Rwanda  |  |  |  |  |  |  |  |  |  |  |  |  |  |  |  |
|  |                         |  |  |  |  |  |  |  |  |  |  |  |  |  |  |  |
|  |                         |  |  |  |  |  |  |  |  |  |  |  |  |  |  |  |
|  | 18. Mitari              |  |  |  |  |  |  |  |  |  |  |  |  |  |  |  |
|  |                         |  |  |  |  |  |  |  |  |  |  |  |  |  |  |  |
|  |                         |  |  |  |  |  |  |  |  |  |  |  |  |  |  |  |
|  | 9. Nyirakigeri          |  |  |  |  |  |  |  |  |  |  |  |  |  |  |  |
|  |                         |  |  |  |  |  |  |  |  |  |  |  |  |  |  |  |
|  |                         |  |  |  |  |  |  |  |  |  |  |  |  |  |  |  |
|  | 2. Yuhi V du Rwanda     |  |  |  |  |  |  |  |  |  |  |  |  |  |  |  |
|  |                         |  |  |  |  |  |  |  |  |  |  |  |  |  |  |  |
|  |                         |  |  |  |  |  |  |  |  |  |  |  |  |  |  |  |
|  | 20. Gaga                |  |  |  |  |  |  |  |  |  |  |  |  |  |  |  |
|  |                         |  |  |  |  |  |  |  |  |  |  |  |  |  |  |  |
|  |                         |  |  |  |  |  |  |  |  |  |  |  |  |  |  |  |
|  | 10. Rwakagara           |  |  |  |  |  |  |  |  |  |  |  |  |  |  |  |
|  |                         |  |  |  |  |  |  |  |  |  |  |  |  |  |  |  |
|  |                         |  |  |  |  |  |  |  |  |  |  |  |  |  |  |  |
|  | 5. Nyirayuhi            |  |  |  |  |  |  |  |  |  |  |  |  |  |  |  |
|  |                         |  |  |  |  |  |  |  |  |  |  |  |  |  |  |  |
|  |                         |  |  |  |  |  |  |  |  |  |  |  |  |  |  |  |
|  | 1.Kigeli V du Rwanda    |  |  |  |  |  |  |  |  |  |  |  |  |  |  |  |
|  |                         |  |  |  |  |  |  |  |  |  |  |  |  |  |  |  |
|  |                         |  |  |  |  |  |  |  |  |  |  |  |  |  |  |  |
|  | 3. Mukashema Bernadette |  |  |  |  |  |  |  |  |  |  |  |  |  |  |  |
|  |                         |  |  |  |  |  |  |  |  |  |  |  |  |  |  |  |
|  |                         |  |  |  |  |  |  |  |  |  |  |  |  |  |  |  |